# 579890 Mocnik
579890 Mocnik è un asteroide della fascia principale. Scoperto nel 2014, presenta un'orbita caratterizzata da un semiasse maggiore pari a 2,5673515 au e da un'eccentricità di 0,2062821, inclinata di 8,59067° rispetto all'eclittica.